# Viola d'amore
De viola d'amore, Italiaans voor 'liefdesviool', is een in onbruik geraakt instrument.
De viola d'amore wordt in de arm gehouden (min of meer als een 'gewone' viool) en heeft zes à zeven melodiesnaren, bijvoorbeeld gestemd als: A - d - a - d' - fis' - a' - d".
Naast de melodiesnaren heeft de viola d'amore net als de gdulka en hardangerviool ook nog een aantal resonantiesnaren die in de te gebruiken toonsoort (D) gestemd worden. Het gevolg is dat noten veel langer doorzingen dan die bij een gewone viool.
Antonio Vivaldi schreef enkele viola d'amoreconcerti, waaronder RV 392, RV 393, RV 397 en RV 540 (voor viola d'amore en luit). Vivaldi schreef RV 393 en RV 397 waarschijnlijk voor Anna Maria, een van zijn leerlingen aan het Ospedale della Pietà.